# 滑叶润楠
滑叶润楠（学名：Machilus ichangensis var. leiophylla）为樟科润楠属下的一个变种。

## 扩展阅读
- 維基物種上的相關：滑叶润楠